# Liste der Orte in der kreisfreien Stadt Regensburg
Die Liste der Orte in der kreisfreien Stadt Regensburg listet die 12 amtlich benannten Gemeindeteile (Hauptorte, Kirchdörfer, Pfarrdörfer, Dörfer, Weiler und Einöden) in der kreisfreien Stadt Regensburg auf.

## Systematische Liste
Die kreisfreie Stadt Regensburg mit dem Hauptort Regensburg; das Pfarrdorf Burgweinting; die Kirchdörfer Graß, Harting,  Irl, Oberisling; die Dörfer Irlmauth, Leoprechting; die Weiler Kreuzhof, Unterisling; die Einöden Höfling, Zieglhof.

## Alphabetische Liste
- Burgweinting
- Graß
- Harting
- Höfling
- Irl
- Irlmauth
- Kreuzhof
- Leoprechting
- Oberisling
- Regensburg
- Unterisling
- Zieglhof